# Caroline Yale
Caroline Yale, född 1848 i Charlotte i Vermont, död 1933, var en amerikansk reformpedagog för hörselskadade.
Nedslagskratern Yale på planeten Venus är uppkallad efter henne.